# 김사복
김사복(金砂福, 1932년 10월 3일 ~ 1984년 12월 19일)은 대한민국의 호텔 택시 기사였다. 천주교 신자로 세례명은 바오로이다.
원산 신풍리 출신으로 어린 시절에 부모님보다 먼저 월남했으나, 부모님이 탄 배가 사고를 당하면서 부산에서 고모 슬하에서 자랐다. 이후 서울로 이사하여 택시 기사가 되어 여러 택시 차량을 운행하고 스페어운전사를 고용할 정도의 사업가로 사업이 성장했고, 김승필 외 1명의 두 아들을 두었다.
육영수 저격 사건 때는 스페어운전사에게 운전을 맡긴 차량이 우연히 호텔 택시가 없는 조선호텔으로 손님을 태우러 갔다가, 조선 호텔에 있던 문세광을 태우고 행사장으로 이동하게 되면서 조사를 받게 되는 해프닝을 겪기도 했다.
1980년 위르겐 힌츠페터를 태우고 전라남도 광주시로 가서 위르겐 힌츠페터가 광주의 참상을 전하는 데 기여하였다. 이후 간암으로 1984년에 사망했다. 시신은 경기도 양주에 있는 천주교 청량리성당 묘지에 매장되었다.
그의 이야기가 《택시운전사》로 영화화되면서 유가족인 아들 김승필씨가 인터뷰에 나서 신원이 확인되었다. 이후 망월묘지공원으로 이장이 추진되었으나 현재의 힌츠페터 묘역 옆에 묻히거나 공원 내 다른 부지로 이장하면 같이 묻힐 수 없다는 광주광역시의 통보에 따라 유가족이 이장을 거부하였다.

## 김사복이 등장한 작품
- 《택시운전사》 (배우:송강호)
- 《5.18 힌츠페터 스토리》

## 가족 관계
- 배우자: 김종옥 (1939년 ~ 2024년 7월 23일)
  - 장남: 김승필 (1959년 ~ )
    - 첫째 며느리: 송정희
      - 손자: 김준호

  - 차남: 김모씨 이름 미상
    - 둘째 며느리: 한미숙